# スキュタレー

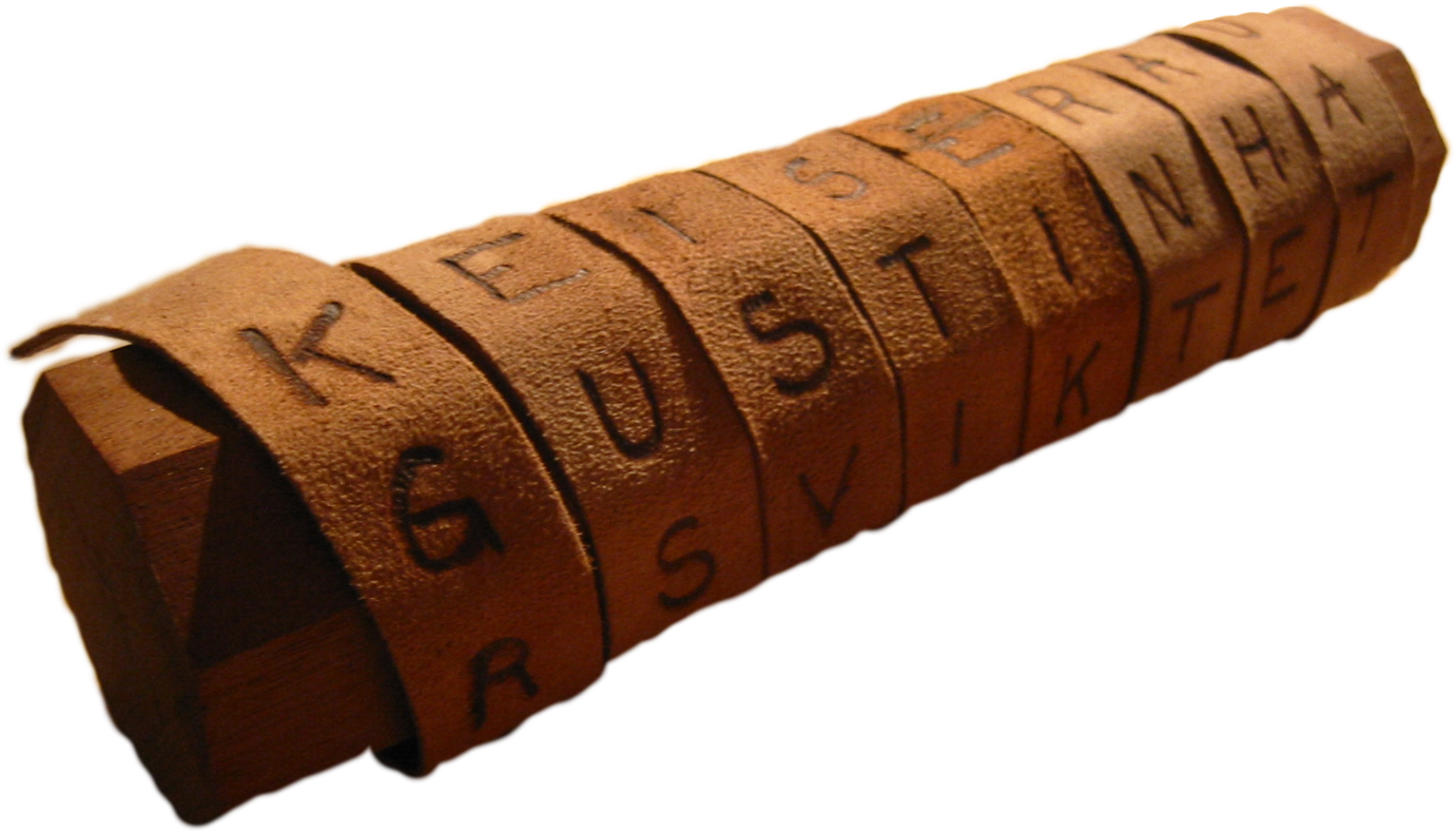
スキュタレー

暗号理論において、スキュタレー（ギリシャ語でσκυτάλη、バトンの意）とは転置式暗号として用いられた道具である。円筒にリボン状の羊皮紙を巻き付け、通信文をその羊皮紙に書き込む。古代ギリシャ、また特にスパルタ人は軍の作戦中の通信のため、この暗号法を用いていたとされる。
受け取った側は、通信文を読むためには同じ直径の棒に羊皮紙を巻き付ければよい。これには素早い通信やミスを犯しにくいという利点があり、戦場にあっては不可欠の特性だった。しかし、この暗号文は簡単に解読できた。羊皮紙のストリップを用いると暗号化のやり方が非常にわかりやすくなっており、暗号文はもっと示唆しにくい何かに転写されねばならず、いくぶんか上記された利点を弱めることとなった。

## 暗号化
棒に羊皮紙を巻き付けたとき、一周で4文字を、また棒の長さ方向に5文字を書きこめるとする。平文が「Help me I am under attack」（救助セヨ我攻撃下ニアリ）であるとしよう。暗号化するには、単純に横書きで文字を書く。
```
_____________________________________________________________
       |   |   |   |   |   |  |
       | H | E | L | P | M |  |
     __| E | I | A | M | U |__| 
    |  | N | D | E | R | A |
    |  | T | T | A | C | K |
    |  |   |   |   |   |   |
_____________________________________________________________

```

棒から羊皮紙をほどけば、暗号文「HENTEIDTLAEAPMRCMUAK」が得られる。

## 復号
復号するには、棒に暗号の書かれた革紐を巻き、横向きに読めばよい。1文字目、5文字目、9文字目、のように4文字ごとの文字が横に並び、暗号文が「HENTEIDTLAEAPMRCMUAK」であれば、平文は以下となる。
```
HELPM
EIAMU
NDERA
TTACK
```

空白を挿入すれば、通信文「Help me I am under attack」が復元される。

## 歴史
間接的な証拠によれば、紀元前7世紀のギリシャの詩人アルキロコスによってスキュタレーが最初に記述された。続く1世紀の間に、他のギリシャ人やローマ人の著述家達もこれを記述している。しかしロドスのアポローニオス（紀元前3世紀半ば）までは、暗号装置としての使い方の明らかな指摘は現れなかった。プルタルコス（西暦50-120年）よりも以前には、これがどのように作動するかという説明は知られていない。
「至急の巻物は以下の特徴を持つ。民選監督官が海軍の将官や将軍を派遣する際、彼らは2本の丸い木片の長さや厚みを全く同じように整えて寸法が互いに対応するようにする。彼らは一つを持っておき、もう一つを使者に渡す。彼らはこうした木製の部品をスキュタレーと呼ぶ。そして、何らかの秘密で重要な通信文を送りたい時はいつでも、彼らは羊皮紙を革紐のように細長くし、そしてこれをスキュタレーに巻き付け、表面上に隙間を残さず、羊皮紙でその全ての面を覆う。こうした後、彼らはスキュタレーに巻き付けられている羊皮紙上に望むところを書き付ける。そして彼らが通信文を書き終えた時、彼らは羊皮紙をはずし、木製の部品なしのこれを司令官へ送る。司令官はこれを受け取った際、これから何か意味のあることを受け取れない。--文字群はなんの脈絡も持たず、混乱しているためである--そこで彼は自らのスキュタレーを取り出し、これに羊皮紙を巻き付ける。こうして螺旋の工程が完全に復旧され、続きが先の文書に付け足されない限り彼は棒に沿って読み、通信文の脈絡を見つけ出す。被計測物がメジャーの名を生むのと同様、羊皮紙は棒と同じくスキュタレーと呼ばれる。」
—Plutarch, Lives (Lysander 19), ed. Bernadotte Perrin.
もっと初期の説明とプルタルコスの説明とを一致させるのが困難であったこと、また、装置の暗号としての弱さ等の状況証拠から、幾人かの著述家達はスキュタレーが平文で通信を伝えるものとして使われ、またこのプルタルコスの説明は架空であることを提唱していた。

## メッセージ認証の仮説
他に替わる一つの仮説は、スキュタレーが暗号化よりもむしろ、メッセージの認証のために用いられたとするものである。送り側が、受け取り側と同直径のスキュタレーの外周にメッセージを書き込んだ場合にだけ、受け取り側はそれを読むことができる。したがって、敵側のスパイが二人の司令官の間に偽の通信文を差し挟むことが困難になる。

## 関連書籍
- Kelly, Thomas (July 1998). “The Myth of the Skytale”. Cryptologia:  244–260.
- Collard, Brigitte (2004年). “Les Langages Secrets Dans l'Antiquité Gréco-Romaine” (French).   Universite Catholique de Louvain. 2015年6月22日閲覧。 (英語: Secret Languages in Graeco-Roman Antiquity)